# Grewia tahitensis
Grewia tahitensis là một loài thực vật có hoa trong họ Cẩm quỳ. Loài này được Nadeaud mô tả khoa học đầu tiên năm 1873.